# Rode aspergekever
De rode aspergekever (Crioceris duodecimpunctata) is een keversoort uit de familie van de bladkevers (Chrysomelidae). De wetenschappelijke naam van de soort werd in 1758 gepubliceerd door Carl Linnaeus in de tiende editie van Systema naturae.

## Kenmerken
De kever is 5 tot 6,5 millimeter lang. De kop, halsschild en dekschilden zijn egaal helder oranjerood gekleurd. Het schildje is zwart. Er zijn zes zwarte stippen op elke dekschild, die meer dan twee keer zo lang als breed is. De grootte en het aantal van deze punten varieert soms. De antennes, evenals de uiteinden van de dijen (femora) en spalken (tibia), evenals de tarsi zijn zwart gekleurd. Het voorhoofd heeft een longitudinale groef.

## Levenswijze
De twaalfstippelige aspergekever ontwikkelt zich alleen op aspergeplanten. De kevers overwinteren nabij de aspergeplanten of op plantenresten en komen van daaruit in mei terug naar de aspergeplanten. De vrouwtjes leggen 70 tot 100 van hun turquoise eieren individueel plat op de bladeren van de aspergeplanten, maar ze worden vooral op bloemen en hun vroege stadia gelegd. De larven komen ongeveer tien dagen na het leggen van hun eieren uit. Ze zijn okerkleurig en bereiken een lengte van ongeveer zeven millimeter. De larven leven ongeveer twee weken op de planten. De ontwikkelingstijd vanaf het leggen van eieren tot volwassenheid duurt drie tot vijf weken. In Midden-Europa kunnen twee generaties worden gevormd. De volgende generatie is bijzonder schadelijk in de zaadteelt omdat zij de aspergevruchten opeet en de zaadopbrengst vermindert. De larven van de tweede generatie zijn te vinden van augustus tot september. De verpopping vindt plaats in de grond, de pop heeft al een soortgelijke kleur als de latere volwassen kever.

## Verspreiding
De dieren komen voor in grote delen van het Palearctisch gebied en onder meer op de Britse eilanden. De soort komt niet voor in Fennoscandinavië en werd rond 1881 in Maryland geïntroduceerd, vanwaar hij zich over grote delen van Noord-Amerika verspreidde. De dieren vliegen van april tot oktober.

## Schade
Larven en kevers beschadigen asperges door de hele plant op te eten. De soort is de op een na belangrijkste plaag in landbouwaspergegewassen met Crioceris asparagi, die zeer vergelijkbare schade veroorzaakt, maar komt iets minder vaak voor. Nadat de larven uitkomen, blijven er lege eierschalen achter op de toppen van de scheuten, die als vervuiling worden beschouwd en de verkoopwaarde verminderen, vooral van groene asperges.